# Judith Thompson
Judith Thompson, née le 20 septembre 1954 est une scénariste canadienne.

## Biographie
Elle est diplômée de l'École nationale de théâtre en 1979.

## Filmographie
- 1984 : City Girl
- 1985 : Turning to Stone (TV)
- 1986 : Adderly (série TV)
- 1994 : Life with Billy (TV)
- 2001 : Rebelles (Lost and Delirious)
- 2002 : Dying Like Ophelia
- 2002 : Pony

## Récompenses et Nominations

### Récompenses
Elle a remporté le Prix du Gouverneur général en 1984, 1989, 1992 et 1997.
- 2007 : Prix Walter-Carsen